# Університет перспективних досліджень
Університет перспективних досліджень (яп. 総合研究大学院大学, そうごうけんきゅうだいがくいんだいがく; англ. The Graduate University for Advanced Studies) — державний університет у Японії. Розташований за адресою: префектура Канаґава, містечко Хаяма. Відкритий у 1988 році. Скорочена назва — Со́кен-дай (яп. 総研大, そうけんだい).

## Аспірантура
- Аспірантура культурології (яп. 文化科学研究科)
- Аспірантура фізики (яп. 物理科学研究科)
- Аспірантура високоенергетичних прискорювачів (яп. 高エネルギー加速器科学研究科)
- Аспірантура біологічних наук (яп. 生命科学研究科)
- Аспірантура передових досліджень (яп. 先導科学研究科)